# 矢富盟祥
矢富 盟祥（やとみ ちかよし、1947年7月16日 - ）は、日本の応用力学研究者（連続体力学、破壊力学）。金沢大学名誉教授。

## 来歴・人物
島根県松江市出身。島根大学教育学部附属中学校、島根県立松江南高校卒業。1971年名古屋工業大学土木工学卒業。1973年京都大学大学院工学研究科土木工学専攻修士課程修了。同年博士課程入学。
博士課程在学中の1975年、京都大学大学院航空工学専攻の徳岡辰雄教授の推薦でカーネギー・メロン大学大学院数学科に留学。当時、同数学科は、ウォルター・ノル（英語: Walter Noll）、モートン・ガーティン（英語: Morton Gurtin）、コールマン（B.D.Coleman）ら、連続体力学をいくつかの公理の上に構築しようとする有理力学（英語: Rational mechanics）の研究者が多数在籍していた。1980年同大学院を修了。Ph.D.を習得した。同年帰国し、京都大学航空工学科助手になり、連続体力学、破壊力学や宇宙構造物の振動制御理論の研究を行う例えば、。
修士課程の頃から有限変形・弾塑性論に興味を持ち、特に1989年、東京大学生産技術研究所で行われた砂地盤に帯基礎を押し込む模型実験例えば、における変形の局所化とせん断帯の発生・進展現象を、有限変形を考慮した非共軸Cam－Calyモデル（英語: Critical state soil mechanics）を用い、有限要素法で再現した。この論文は、その後の土質力学の構成式や数値解析の有限変形の研究に貢献した例えば、。
また、1990年初め、米国のように、日本にも連続体力学の研究を工学者と数学者がともに交流できる場を作りたいという思いから、大塚厚二（広島電機大学）、三好哲彦（山口大学）教授らとともに、京都大学数理解析研究所で最初の研究会CoMFoS1を開催した。1995年、テーマを破壊力学にしぼって、土木工学科、機械工学科、数学科からの破壊力学の理論研究者が集う「数理から見た破壊クライテリオンに関するセミナー」が開催された。2010年より、研究対象を広げ、日本応用数理学会における「連続体力学の数理」研究部会となっている。
破壊力学においては、亀裂先端を含む閉経路であれば、その積分経路によらず同一の値となる数多くの経路独立積分が提案されている。そのなかで、材料が弾性体であれば、亀裂進展時のエネルギー解放率となるジェームス・R・ライス（英語: James R. Rice）が提案したJ積分が著名である。一方、1983年矢富が提案したE積分は、準静的に進展する亀裂に限れば、J積分と異なり、1）積分経路内に主亀裂以外の亀裂先端を含んでいても経路独立であり、2）主亀裂が直進する場合だけでなく、折れ曲がり瞬間時のエネルギー解放率が得られる。また3）材料の構成式が未知であっても、実験の測定値である荷重・荷重点変位関係から直接主亀裂進展に必要なエネルギーが評価できる積分公式である。
2002年 - 2007年 21世紀COEプログラム「環日本海域の環境計測と長期・短期変動予測」の事業担当者となる。土木学会の構造工学委員会から独立した形で、1994年に応用力学委員会が発足してから、非線形力学研究小委員会委員長、固体の破壊現象研究小委員会委員長、応用力学委員会委員長、日本学術会議主催理論応用力学講演会委員長、日本学術会議国際審査委員会員などを務めた。2017年「応用力学功績賞」を受賞。